# Waaierslakken
De waaierslakken of flabellinidae zijn een familie van zeenaaktslakken. Ze wordt als volgt ingedeeld:

## Geslachten
- Calmella Eliot, 1910
- Carronella Korshunova, Martynov, Bakken, Evertsen, Fletcher, Mudianta, Saito, Lundin, Schrödl & Picton, 2017
- Coryphellina O'Donoghue, 1929
- Edmundsella Korshunova, Martynov, Bakken, Evertsen, Fletcher, Mudianta, Saito, Lundin, Schrödl & Picton, 2017
- Flabellina McMurtrie, 1831
- Paraflabellina Korshunova, Martynov, Bakken, Evertsen, Fletcher, Mudianta, Saito, Lundin, Schrödl & Picton, 2017